# Мифы Крита
Мифы Крита несут важную историческую информацию, но не могут служить для реконструкции династии критских правителей. Реальные цари совмещены в собирательном образе Миноса.
Крит считался местом рождения многих богов, но для каждого из них известны альтернативные места рождения.
Известен культ быка, связанный с мифами: Тесей побеждает Минотавра, Геракл побеждает критского быка.
Божества:
- Аполлон. Второй из шести Аполлонов был критянин, сын Корибанта.
- Аполлон и Артемида. Посещали Крит для очищения.
- Афина. По версии, родилась на Крите.
- Гера. Вышла замуж за Зевса на Крите.
- Гестия. Основала Кносс.
- Дионис. По версии, родился на Крите.
- Зевс. Родился на Крите, там же его могила.
- Илифия. По критянам, родилась в Амнисе.
- Кербер. Золотой Кербер работы Гефеста стоял в Прасе, с ним связаны два рассказа.
- Рея. Родила Зевса в пещере на Крите, её жилище в Кноссе.
- Персефона. Изображалась на монетах из Праса.
- Пик. Похоронен на Крите, отождествляется с Зевсом.
- Плутос. Родился на Крите.
- Сабазий. Родился на Крите.
- Сирены. У города Аптеры проиграли состязание Музам, которые ощипали их перья.

## Важнейшие топонимы
Критян же Идоменей предводил, знаменитый копейщик:
В Кноссе живущих мужей, в укрепленной стенами Гортине,
Ликт населявших, Милет и град белокаменный Ликаст,
Ритий обширный и Фест, многолюдные, славные грады,
И других, населяющих Крита стоградного земли,
Был воеводою Идоменей, знаменитый копейщик,
И Мерион, Эниалию равный, губителю смертных;
Осмьдесят черных судов принеслося под критской дружиной.
(Гомер. Илиада II 645—652, перевод Н. И. Гнедича)
- Крит. Остров[1]. В кносских табличках линейного письма Б упомянуты следующие идентифицируемые города: a-mi-ni-so (Амнис), di-ka-ta-de (Дикта), ru-ki-to (Ликт), tu-ri-so (Тилисс), ra-to (Лато), u-ta-no (Итан), pa-i-to (Фест), a-pa-ta-wa (Аптара), ku-do-ni-ja (Кидония)[2]. В надписи Аменхотепа III из Ком-эль-Гетана упомянуты kftw (кафту, критяне), затем названия их городов: amniša (Амнис), bajašta (Фест), kutunaja (Кидония), kunuša (Кносс), rikata/likata (Ликт)[3].
- Критяне.
- Амнис. Река, посвящена Артемиде и нимфам[4]. См. Гомер. Одиссея XIX 188 (пристань у Кносса). Город Амнис упомянут в надписи Аменхотепа III[5].
- Дикти (Дикте). Гора в Греции (Крит). Пещера связана с Зевсом[6]. В микенских текстах упомянут di-ka-ta-jo di-we (Диктейский Зевс)[7].
- Ида. Гора[8]. Название восходит к ПИЕ *видхва «лес, дерево»[9].
- Кидония. Город, упомянута в надписи Аменхотепа III[10].
- Ликт. (у Полибия ионическая форма Литт.) Город на Крите. Упомянут при описании рождения Зевса[11]. Лук Аполлона называют «ликтийским»[12]. Также Ликтас — название поселения в стране Лукка[13]. Согласно Агафоклу Вавилонскому, Зевс родился в Ликте, и ему дала грудь свинья[14]. Согласно монетам, Зевса могла кормить свинья или собака[15].
- Салмонидский мыс на востоке Крита[16], там святилище Афины[17].
- Титир. Гора на Крите, в Кидонской области, где святилище Диктинней[18].
- Эгейская («Козья») гора. На ней родился Зевс[19].

## Царские династии
Персонажи:
- Акакаллида.
- Андрогения. (Андрогенейя.) Из Феста, возлюбленная Миноса, мать Астерия[20].
- Ариадна.
- Астерий (сын Миноса).
- Гефест (герой). Согласно поэту Кинефону, сын Тала и отец Радаманфа[21].
- Главк (сын Миноса).
- Девкалион (сын Миноса).
- Диона. По версии, мать Милета от Аполлона[22].
- Евриала (дочь Миноса). (en:Euryale) Мать Ориона[23].
- Евригий. Согласно Мелесагору и Гесиоду, так был назван Андрогей[24].
- Европа (мифология).
- Зевс. По евгемеризации, брат Урана, царствовал на Крите ранее сына Крона[25].
- Ида. Дочь Корибанта. Жена Ликастия, мать Миноса II[26].
- Итона. Дочь Ликтия. Жена Миноса I, мать Ликастия (по длинной генеалогии Крита)[26].
- Ификл. Сын Идоменея и Меды. Убит Левком[27].
- Катрей.
- Клиситира. (Клисифера.) Дочь Идоменея и Меды, помолвлена с Левком. Убита Левком, хотя бежала под защиту храма[28].
- Крит. (точнее Крет.) Автохтон. Царь этеокритян — древнейших жителей Крита[29]. Первооткрыватель благ, полезных для жизни общества[30]. По Кинефону, отец Тала[21].
- Крита. (точнее Крета.) Дочь Астерия. Жена Миноса (согласно Асклепиаду)[31].
- Крита. Дочь Девкалиона[32]
- Крита. Жена Гелиоса, мать Пасифаи (по версии)[33].
- Крита. Внучка древнейшего Зевса, на ней женится Аммон, бежав на Крит[34]
- Ксанф. Царь Крита, похитивший Европу[35].
- Ксенодика. Дочь Миноса и Пасифаи[31].
- Лик. Сын Идоменея и Меды. Убит Левком[27].
- Ликаст. (Ликастий.) По длинной генеалогии Крита, сын Миноса I и Итоны. Жена Ида, сын Минос II[26].
- Меда. Дочь Икария, сестра Пенелопы[36]. Жена Идоменея. Изменила мужу с Левком. Левк затем убил её вместе с её дочерью Клиситирой[37].
- Мельфида. Жена Мола, мать Мериона[38].
- Мерион.
- Минос I. Согласно некоторым, был сыном Зевса и Европы и дедом Миноса II. Жена Итона, сын Ликастий[26].
- Минос.
- Мол. (en:Molus) Побочный сын Девкалиона[32] По другим, сын Миноса, отец Мериона[39].
- Орсилох. С Крита. Сын Идоменея, бегун. Согласно вымышленному рассказу Одиссея, убит им[40].
- Пасифая.
- Радаманф.
- Сарпедон (сын Зевса).
- Талос. (Тал.) Согласно Кинефону, сын Крита, отец Гефеста[21].
- Тектам.
- Эфон. Сын Девкалиона. Одиссей выдает себя за него при разговоре с Пенелопой[41].

## Другие персонажи
- Агелай. Отец Антея, критянин[42].
- Адаманфея. (en:Adamanthea) Нимфа, воспитала Зевса. Спрятала его на дереве от Крона.
- Адрастея.
- Айтос. (Аэт. «Орел».) Юноша, рождённый землей, красавец. Когда Зевс воспитывался в Идейской пещере, первым высказал желание повиноваться ему. Гера из ревности превратила его в орла, который помог Зевсу в войне с гигантами[43].
- Акакаллида. Нимфа, родила от Аполлона Филакида и Филандра, когда он сочетался с ней в доме Карманора в городе Тарре (Крит). Детей выкормила коза[44].
- Амалфея.
- Андромах. Из Ликта. Участник Троянской войны. Убит Энеем[45].
- Антей (сын Агелая). Воин из Ликта, участник индийского похода Диониса. Убит Дериадеем[46].
- Антимах. Воин с Крита. Убит Энеем[47].
- Анхиала. Критская нимфа. Породила идейских дактилей[48].
- Аптер. Критский герой. За него была просватана Евлимена, ставшая возлюбленной Ликаста. Когда это выяснилось, Аптер убил Ликаста и бежал к Ксанфу в Термеры[49].
- Арестор. Из Кносса, отец Офельта[50].
- Арефуса. С Крита. Жена Ферсандра, сын Гилл[51].
- Арея. С Крита. Дочь Клеоха. Мать Милета (от Аполлона)[31].
- Арисбант. Отец Леокрита[52].
- Астакид. Некий козопас с Крита, похищенный горной нимфой[53].
- Атимний.
- Афарей (сын Калетора). Критянин, участник Троянской войны. Убит Энеем[54].
- Бласта. (в другом чтении Балта.) Нимфа, чьим сыном называли Эпименида[55].
- Бремон. Из Кносса. Участник Троянской войны. Убит Энеем[45].
- Бритомартида.
- Галатея. (en:Galatea (mythology)) Дочь Еврития. Жительница Феста, жена Лампра. Родила девочку, которую воспитала как мальчика Левкиппа. Взмолилась Лето, и та превратила её в юношу[56].
- Гелика. (en:Helike (mythology)) Кормилица Зевса, с горы Дикте на Крите. Стала созвездием Большой Медведицы[57].
- Гемоний. Отец Амалфеи[58].
- Гилакс. Отец критянина Кастора[59].
- Гилл. С Крита. Сын Ферсандра и Арефусы. Убит Энеем[51].
- Гиппас. Отец критянина Гипсенора[60].
- Гипсенор. Сын Гиппаса. Критянин, участник Троянской войны. Убит Деифобом[60].
- Горго. Критянка, в неё был влюблен бедняк Асандр, она отказала ему, но выглянула в окно, глядя на его погребение, и стала камнем[61].
- Гортин. Сын Тегеата и Мэры. Переселился из Аркадии на Крит и основал город Гортину. По критской версии, сын Радаманфа[62].
- Дикта. См. Диктинна.
- Диктинна. См. Бритомартида.
- Диктис Критский.
- Дметор. С Крита. Сын Ясона. В вымышленном рассказе Одиссея его хозяин[63].
- Евбул. С Крита. Сын Карманора, отец Кармы[64].
- Евлимена. (en:Eulimene) Дочь Кидона с Крита. Просватана за Аптера, но стала возлюбленной Ликаста. По прорицанию и жребию отец принес её в жертву, после заклания обнаружилась её беременность[65].
- Евритий. С Крита. Сын Спартона, отец Галатеи[66].
- Ианфа. (en:Ianthe) Из Феста. Дочь диктейца Телеста. Жена Ифиса[67].
- Ида. Нимфа, дочь Мелиссея. Воспитывала Зевса на Крите[68] Кормилица Зевса[69].
- Ида. Жена древнейшего Зевса, от которого родила 10 куретов[70].
- Идофея. Либо дочь Океана (или Мелиссея), кормилица Зевса[71].
- Ифис. Отец Лигда из Феста[72].
- Ифис.
- Калетор. Отец критянина Афарея[54].
- Камиро. (Камейро.) Дочь Пандарея, упомянута в «Одиссее» (без имени). Изображена на картине Полигнота в Дельфах[73].
- Кардис. С Крита. Потомок Идейского Геракла, отец Климена[74].
- Карма. (en:Carme (mythology)) Дочь Евбула, внучка Карманора. Мать Бритомартиды (от Зевса)[75]. Или дочь Феникса[76] и Кассиопеи[77], жила в Мегарах, воспитала Скиллу.
- Карманор. Критянин, который очистил Аполлона и Артемиду после убийства ими Пифона. У него был сын Евбул[78] и сын Хрисофемид[79]. Дом в городе Тарре[44].
- Кастор (сын Гилакса). Критянин. Его сыном притворяется Одиссей[59].
- Катрей. По аркадской версии, сын Тегеата и Мэры, переселился из Аркадии на Крит и основал город Катрея[62].
- Келей (курет). Один из куретов, вошедших в пещеру Зевса, превращен в птицу[80].
- Керан. Критянин из Ликта, участник Троянской войны, возница Мериона. Убит Гектором[81].
- Кербер. Один из куретов, вошедших в пещеру Зевса, превращен в птицу[80].
- Кидон.
- Киносура. Одна из идейских нимф, кормилица Зевса. От неё бухта Киносура около город Исты. Стала созвездием Малой Медведицы[82].
- Клеодора. По версии, дочь Пандарея из Милета[83].
- Клеох.' Отец критянки Ареи[31] Герой, похоронен в Милете в Дидимее[84].
- Кирбант. (Кирбас, en:Kyrvas) Друг куретов. Основал Гиерапитну[85]. Из Кносса, один из корибантов, участник индийского похода Диониса[86]. Критский город Гиерапитна также назывался Кирбой и Камиром[87].
- Кноссия. Нимфа. Родила Менелаю сына Ксенодама (согласно Евмелу)[88].
- Комет. Некий Комет упомянут у Гесиода, там же его дочь (?) Халкиопа, в связи с Аполлоном[89]. Некий прорицатель Комет с Крита упомянут Климентом[90].
- Креонт (Крейон). Отец Ликомеда[91].
- Кресса. Дочь Даная, родила от Аполлона куретов[92].
- Критский бык.
- Ксенодам. Сын Менелая и нимфы Кноссии (согласно Евмелу)[88].
- Кэрат. Речной бог с Крита, отец амнисийских нимф[93].
- Лаий. Один из куретов, вошедших в пещеру Зевса и превращенный в птицу[80].
- Лампр. Житель Феста. Сын Пандиона. Жена Галатея, сын Левкипп (первоначально был девочкой)[94].
- Левк.
- Левкипп (сын Лампра).
- Леокрит. Сын Арисбанта. Ахеец, друг Ликомеда. Убит Энеем[95].
- Лигд. Сын Ифиса. Из Феста. Отец Ифис/Ифиса[96].
- Ликаон. «Кносский искусник». Выковал меч Аскания[97].
- Ликаст. С Крита, влюблен в Евлимену (дочь Кидона, просватанную за Аптера) и возлег с ней. Когда Кидон получил пророчество, что нужно принести в жертву девушку, жребий пал на его дочь. Ликаст открыл, что был её любовником, но ему не поверили, и жертва была принесена. Аптер убил Ликаста, устроив засаду[65].
- Ликомед (сын Креонта).
- Ликтий. Отец Итоны[26].
- Мелисса. (en:Melissa) Согласно Дидиму, дочь Мелиссея, кормила Зевса козьим молоком и медом. Отец назначил её первой жрицей Реи[98].
- Мелиссей (царь Крита).
- Мелиссей. Один из куретов[99].
- Мероп. Отец Пандарея.
- Меропа. По версии, дочь Пандарея из Милета[83].
- Милет (сын Аполлона).
- Милин. Предводитель гигантов на Крите, истребленных Зевсом[100].
- Минотавр.
- Навкрата. Рабыня Миноса. Мать Икара от Дедала[101].
- Оакс. Сын Аполлона и Акакаллиды, эпоним города на Крите[102].
- Офельт. (Офельтес.) Участник индийского похода Диониса. Убит Дериадеем[103]. В его память устраивают игры (песнь XXXVII поэмы Нонна).
- Панакрида. Пчела, медом которой кормили Зевса на Крите. Отсюда название Панакры — часть Идейских гор[104].
- Пандарей.
- Пандион. Житель Феста, отец Лампра[66].
- Пиррих. Один из куретов, от него назван город Пиррих в Лаконике[105]. Изобретатель пляски пирриха[106]. Либо один из корибантов[107], охранял Зевса[108]. Критянин родом из Кидона[109].
- Птерас. Основал город Аптеры на Крите[110].
- Сипрет. Некий критянин. Изменил свой пол, чтобы увидеть на охоте купание Артемиды[111].
- Спартон. Отец Еврития из Феста[66].
- Талос (витязь).
- Телест.[112] С Крита, отец Ианфы[113].
- Телефуса. Из Феста, жена Лигда, мать Ифис/Ифиса[114].
- Титея. Родила от одного из куретов титанов[115]. Родила от Урана 18 сыновей и нескольких дочерей, включая Басилею и Рею. После смерти её назвали Геей[116].
- Ферет. Воин с Крита. Убит Энеем[47].
- Ферсандр. С Крита. Жена Арефуса, сын Гилл[51].
- Филакид. Герой из Элира (Крит). Сын Аполлона и нимфы Акакаллиды[44].
- Филандр. Герой из Элира (Крит). Сын Аполлона и нимфы Акакаллиды[44].
- Фолоя. Рабыня с Крита. Пленница, доставшаяся Сергесту на погребальных играх по Анхису[117].
- Хрисофемид. С Крита. Сын Карманора. Первым одержал победу в пении в Дельфах[79]. Очистил Аполлона после смерти Пифона[118]. По версии, отец Филаммона[119].
- Эга. (en:Aega (goddess)) Дочь Гелия, кормилица Зевса. Наводила на титанов страх своим взглядом, и Гея спрятала её в пещере на Крите. Согласно пророчеству, Зевс вел битву в козьей шкуре[120].
- Эголий. Один из куретов, вошедших в пещеру Зевса, превращен в птицу[80].

А также:
- Амнисиады (en:Amnisiades). Нимфы с Крита. Спутницы Артемиды, дочери Кэрата[93]. Кормят ланей[121].
- Дактили.
- Куреты.

См. также:
- Авксесия. Девушка с Крита, её статуя на Эгине.
- Агамемнон. По версии, основал Пергам на Крите.
- Алкон. На Крите на него напал дракон.
- Алфемен. Покинул Крит и поселился на Родосе.
- Апемосина. Покинула Крит и поселилась на Родосе.
- Арисба. Критянка, дочь Тевкра, жена Дардана.
- Афимбр. Переселился в Ионию.
- Аэдона. Дочь Пандарея. Происходила с Крита.
- Аэропа. Дочь Катрея, царица Аргоса.
- Боттон. С Крита прибыл в Македонию.
- Ганимед. По Платону, миф о нём выдумали критяне. По версии, его похитил Минос.
- Гарпии. Скрылись на Крите.
- Дамия. Девушка с Крита, её статуя на Эгине. См. Авксесия.
- Дедал. Жил на Крите.
- Дельф. Переселился на Крит из Лаконики.
- Евксантий с Кеоса. Отказался от царской власти, предложенной критянами.
- Иапиг. Переселился с Крита в Италию.
- Иасион. По версии, миф о нём относили к Криту.
- Италия. По версии, названа именем дочери Миноса.
- Ихнобат. Пёс Актеона, из Кносса.
- Клеолай. Сын Миноса, прибыл из Крита в Давнию.
- Климен (сын Кардиса). Переселился из Крита в Олимпию.
- Кнагий. Спартанец, попавший рабом на Крит и бежавший.
- Кратаид. Переселился на Крит из Лаконики.
- Левкипп (сын Ксанфия). Участвовал в неудачном походе на Крит.
- Лин. По некоторым, родился на Крите.
- Менелай. Посетил Крит.
- Неда. Нимфа, принесла Зевса из Аркадии на Крит.
- Никострат. Переселился на Крит из Спарты.
- Орион. По версии, погиб на Крите.
- Перибея (дочь Алкафоя). Плавала на Крит с Тесеем.
- Полиид (сын Керана). Посетил Крит.
- Поллид. Переселился на Крит из Лаконнки.
- Прокрида. Исцелила Миноса.
- Ракий. Критянин, основал поселение в Колофоне.
- Сатирия. Дочь Миноса, переселившаяся в Италию.
- Сикинид. По версии, критянин.
- Скамандр. Критянин, прибывший в Троаду.
- Тевкр (сын Скамандра). Критянин, прибывший в Троаду.
- Теттик. Прибыл из Крита в Лаконику.
- Тесей. Посетил Крит и увез Ариадну.
- Тлеполем. Посетил Крит (версия).
- Федра. Дочь Миноса, стала царицей Афин.
- Фест. Переселился из Сикиона на Крит.
- Фимбр. Переселился из Крита в Троаду.
- Эней. Основал город Пергам на Крите.
- Эрифр (сын Радаманфа). Пришёл с Крита и основал город Эрифры.
- Иудеи. По некоторым, жили на Крите и назывались идеи (видимо, спутаны с филистимлянами).
- Магнеты. Поселились на Крите.
- Мессапии. По некоторым, прибыли с Крита.
- Тельхины. Их часть переселилась с Крита в Беотию.